# Metaphycus oreius
Metaphycus oreius är en stekelart som beskrevs av Annecke och Mynhardt 1972. Metaphycus oreius ingår i släktet Metaphycus och familjen sköldlussteklar. Inga underarter finns listade i Catalogue of Life.